# Днестровский курьер
Днестровский Курьер — еженедельная газета, выходившая в Тирасполе — столице Приднестровья. Информационно-аналитическое издание «Днестровский курьер» было создано в 2002 году.
Редактором издания являлся приглашенный из Кишинёва политический журналист Сергей Ильченко.
В деятельности издания принимал участие Роман Коноплёв — русский общественный деятель и политический аналитик.
Идеология издания — поддержка суверенитета Приднестровья, защита прав русскоязычного населения и оказание влияния на политическую жизнь Молдавии, освещение государственной политики ПМР и общественной жизни в Приднестровье.
Газета неоднократно оказывалась в эпицентре судебных разбирательств. После завершения суда прошли обыски по домашнему адресу первого директора газеты Романа Коноплёва. После наложения на издание судебных санкций редакция приняла решение выпускать газету под названием «Новый Днестровский курьер».
В январе 2007 года в результате слияния газета прекратила своё существование, став частью нового издания «Русский прорыв» (закрылось в 2012 году).